# Плас Жан Жорес (станция метро)
«Плас Жан Жоре́с» (фр. Place Jean Jaurès) — станция линии В Лионского метрополитена.

## Расположение
Станция расположена в 7-м округе Лиона, под авеню Жан Жорес (фр. avenue Jean Jaurès). Вход на станцию находится на авеню Жан Жорес в районе её пересечения с улицей Пре Годри (фр. rue Pré Gaudry) и примыкания к ней улицы Мари Мадлен Фукад (фр. rue Marie Madeleine Foucade).

## Особенности
Станция открыта 4 сентября 2000 года второй третьей линии B Лионского метрополитена от станции Жан Масе до станции Стад де Жерлан. Состоит из двух путей и двух боковых платформ. Пассажиропоток в 2006 году составил 147 799 чел./мес.
Станция спроектирована архитектором Робером Дюссюдом (фр. Robert Dussud). Скульптор Патрик Рейно (фр. Patrick Reynaud) и планировщик Робер Ютине (фр. Philippe Hutinet) обыграли в декорациях станции тему путешествий: потолок станции выполнен в форме звёздного неба, стены платформы направления Шарпен — Шарль Эрню украшены огромными географическими картами, а вместо колонн на платформе направления Гар д'Улен стоят огромные буквы, образующие слово ITINERAIRE — маршрут, путь.

## Происхождение названия
Станция названа по площади, на которой расположена. Площадь носит имя деятеля французского и международного социалистического движения Жана Жореса (1859—1914).

## Достопримечательности
- Площадь Жан Жорес[фр.]

## Наземный транспорт
Со станции существует пересадка на следующие виды транспорта:

  — «главный» автобус

  — рабочий автобус